# 막시모 방게라
막시모 올란도 방게라 발디비에소(Máximo Orlando Banguera Valdivieso, 1985년 12월 16일, 과야킬 ~)는 흔히 막시모 방게라(Máximo Banguera)로 알려진 에콰도르 세리에 A의 델핀과 에콰도르 국가대표팀에서 활약하는 축구 골키퍼이다.

## 국가대표팀 경력
그는 에콰도르 국가대표팀의 주전 골키퍼이다. 방게라는 2008년 11월, 멕시코전을 위해 차출되었다. 그는 풀타임 출전을 하여 우수한 활약을 펼쳤다.
2011년 코파 아메리카 종료 이후, 마르셀로 엘리사가가 국가대표팀 은퇴를 선언하자, 방게라는 에콰도르 국가대표팀 주전 골키퍼가 되었다. 부상으로 인해, 그는 2014년 FIFA 월드컵 예선전 몇 경기 선발 출전에 그쳤다. 결국 그는 LDU 키토의 알렉산데르 도밍게스에게 주전 자리를 내주었다.

## 수상

### 클럽
바르셀로나 스포르팅
- 에콰도르 세리에 A: 2012